# Pangar (vattendrag i Kamerun)
Pangar är ett vattendrag i Kamerun.   Det ligger i regionen Östra regionen, i den centrala delen av landet, 280 km nordost om huvudstaden Yaoundé.